# Saredon
Saredon es una parroquia civil del distrito de South Staffordshire, en el condado de Staffordshire (Inglaterra).

## Geografía
Según la Oficina Nacional de Estadística británica, Saredon tiene una superficie de 8,52 km².

## Demografía
Según el censo de 2001, Saredon tenía 699 habitantes (49,5% varones, 50,5% mujeres) y una densidad de población de 82,04 hab/km². El 17,02% eran menores de 16 años, el 77,25% tenían entre 16 y 74, y el 5,72% eran mayores de 74. La media de edad era de 42,55 años. Del total de habitantes con 16 o más años, el 20,34% estaban solteros, el 66,55% casados, y el 13,1% divorciados o viudos.
Según su grupo étnico, el 99,14% de los habitantes eran blancos, el 0,43% mestizos, y el 0,43% asiáticos. La mayor parte (98,43%) eran originarios del Reino Unido. El resto de países europeos englobaban al 0,71% de la población, mientras que el 0,86% había nacido en cualquier otro lugar. El cristianismo era profesado por el 85,71% y el sijismo por el 0,43%, mientras que el 5,43% no eran religiosos y el 8,43% no marcaron ninguna opción en el censo.
Había 286 hogares con residentes y 8 vacíos.